# Uherčice (ort i Tjeckien, lat 48,91, long 15,63)
Uherčice är en ort i Tjeckien.   Den ligger i regionen Södra Mähren, i den södra delen av landet, 160 km sydost om huvudstaden Prag. Uherčice ligger 430 meter över havet och antalet invånare är 431.
Terrängen runt Uherčice är platt. Runt Uherčice är det ganska glesbefolkat, med 40 invånare per kvadratkilometer. Närmaste större samhälle är Jemnice, 12,5 km norr om Uherčice. I omgivningarna runt Uherčice växer i huvudsak blandskog.